# Riedling
Der Riedling (Coregonus danneri) ist eine Süßwasserfischart aus der Gattung Coregonus. Er galt zeitweise als Unterart des Gangfischs (Coregonus macrophthalmus). Sein Verbreitungsgebiet ist auf den Traunsee im österreichischen Salzkammergut beschränkt.

## Merkmale
Der Riedling erreicht eine Standardlänge von über 220 mm. Das Maul ist fast endständig. Die Schnauze ist abgerundet. Der Oberkiefer erreicht den vorderen Augenrand. Die Brust- und die Bauchflossen sind gelblich durchscheinend oder hellgrau. Der Rücken ist gelblich-braun. Die Anzahl der Schuppen auf dem Seitenlinienorgan beträgt 76 bis 88. Die Anzahl der Kiemenreusen beträgt 30 bis 42.

## Lebensraum und Lebensweise

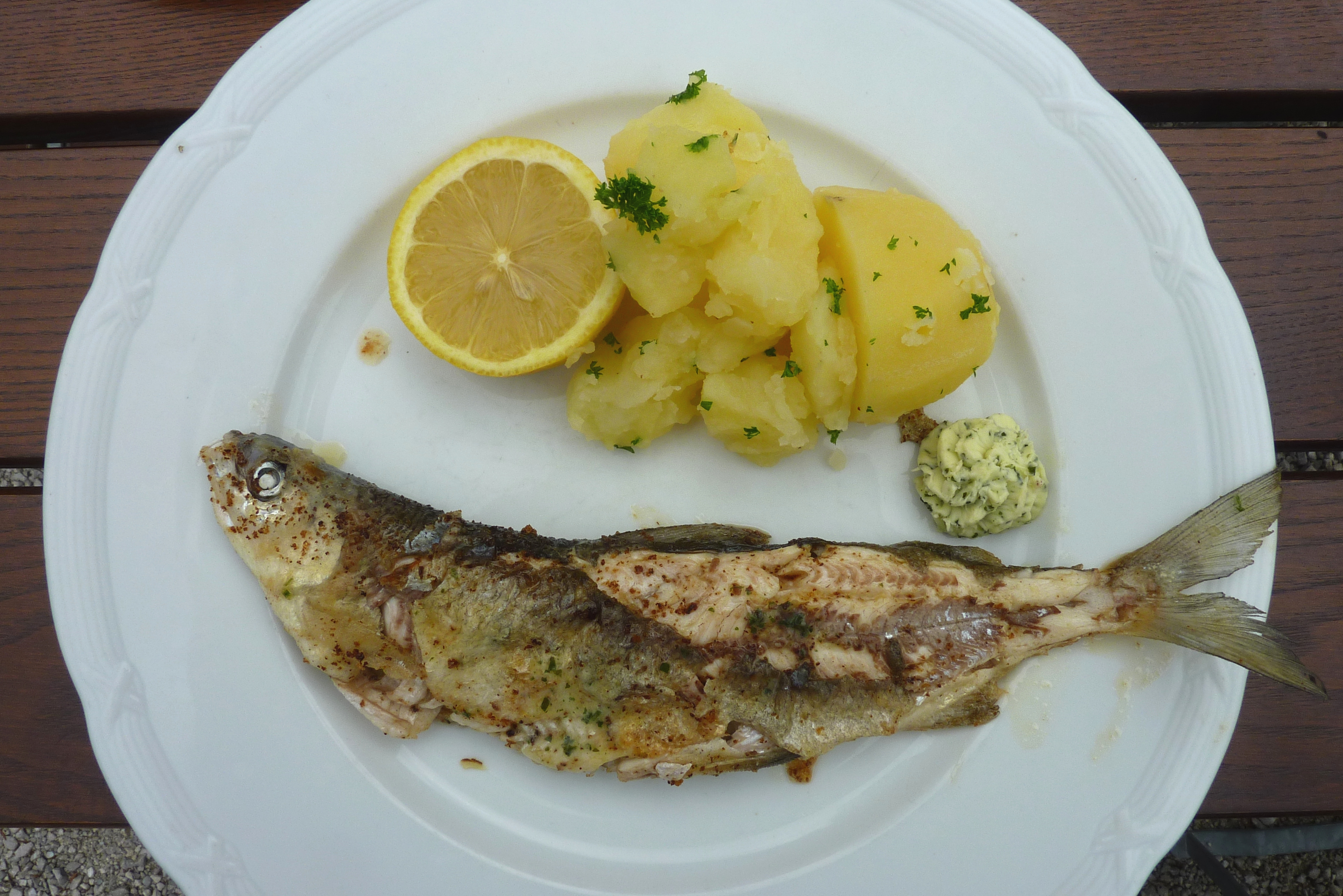
Gebratener Riedling in einem Lokal in Traunkirchen am Traunsee

Der Traunsee ist ein nährstoffarmer (oligotropher) See in 422 Meter Höhe mit einer maximalen Tiefe von 191 Metern. Der Riedling bewohnt gewöhnlich die tieferen Bereiche zwischen 40 und 60 Meter. Im Sommer kommt er häufig an die Oberfläche. Die Laichzeit ist von Mitte Oktober bis Anfang März. Das Weibchen laicht zum ersten Mal im Alter von zwei Jahren. Der Laich wird in der Nähe des Ufers abgelegt. Der Riedling erreicht ein Höchstalter von sechs Jahren.

## Gefährdung
Der Riedling hat ein kleines Verbreitungsgebiet von weniger als 25 km². In einem Zeitraum von 30 Jahren wurde eine Hybridisierung des Riedlings mit anderen Coregonen festgestellt. Es wird jedoch angenommen, dass diese Hybridisierung nicht zu einem Rückgang der ausgewachsenen Riedlinge geführt hat, da Hybride selten überlebten. Trotzdem stellen faunenfremde Coregonen eine potentielle Bedrohung für den Riedling dar, so dass er von der IUCN in die Kategorie „gefährdet“ (vulnerable) klassifiziert wurde. Im August 2021 entschieden sich die Traunsee-Fischer dazu, den Riedling auf Grund der niedrigen Bestandsituation für drei Jahre nicht zu befischen. Diese Schonzeit wurde 2024 auf unbestimmte Zeit verlängert.